# Petrivske, Solone
Petrivske (în ucraineană Петрівське) este un sat în comuna Prîvilne din raionul Solone, regiunea Dnipropetrovsk, Ucraina.

## Demografie
Componența lingvistică a localității Petrivske
     Ucraineană (93,64%)
     Rusă (6,36%)
Conform recensământului din 2001, majoritatea populației localității Petrivske era vorbitoare de ucraineană (93,64%), existând în minoritate și vorbitori de rusă (6,36%).